# مهند المالكي
مهند جمعان المالكي ، هو لاعب كرة قدم سعودي يلعب في نادي الجبيل.

## مسيرة اللاعب
مثل نادي القادسية ونادي الوشم ونادي بيشة ونادي الجبيل.